# 押韻
押韻（おういん）とは、同一または類似の韻をもった語を一定の箇所に用いることをいう。圧韻ともいう。リズムを作って響きの心地よさや美しさを作り出す。
中国文学で、押韻される文を韻文という。中国文学における韻文には詩・詞・曲・賦などがある。転じて他言語の文芸作品で押韻するものにもこの語を用いる。

## 中国文学における押韻
押韻で使われる韻と韻母とは正確には同じではなく、中国文学においては、主母音と尾音と声調とをいい、介音は含まれない。
1篇の作品中で押韻に使われる韻を変えることがないことを一韻到底といい、韻を変えることを換韻という。

### 中国文学における押韻法

#### 近体詩の押韻
律詩では第1・2・4・6・8句の句末で押韻し、絶句では第1・2・4句の句末で押韻する。第1句は七言の場合は、原則として押韻する。五言の場合は、押韻しないのが原則だが、押韻しているものもある。

### 押韻に使われる韻
広く使われた隋の『切韻』では206韻の韻目が設けられたが、地域差や時代差が考慮されず、細かく分類されすぎていて、押韻に不便であった。そこで、金の官韻書では106韻に減らされた。これがいわゆる平水韻であり、これによって唐詩の押韻が説明される。その後も、近体詩では、この韻に従うことがルールとなっている。

## 西洋文学における押韻

### 西洋文学における押韻法
「rhyme（押韻）」という言葉は特別な意味と、一般の意味を持っている。特別の意味は、押韻する2つの語の最後の強勢（強いアクセント）の母音以降の響きがまったく同じものを指す。厳密な意味の押韻を完全韻（perfect rhyme）と呼ぶ。例としては、sight/flight, deign/gain, mad-ness/sad-nessがある。
完全韻は押韻が何番目の音節にあるかによって分類することができる。
- 男性韻（masculine rhyme） - 語の最後の音節に強勢がある場合。（rhyme, sub-lime, crime）
- 女性韻（feminine rhyme） - 語の最後から2つめの音節に強勢がある場合。（pick-y, trick-y, stick-y）
- 三重韻（triple rhyme or dactylic rhyme） - 語の最後から3つめの音節に強勢がある場合。（ca-coph-o-nies, Ar-is-toph-a-nes = [/ɒfəniːz/ ]）

一般的な意味での押韻は語の間の様々な種類の発音の類似性を指し、韻文の中でそのような類似の響きを使ったものである。一般の意味の押韻は発音の類似性の程度や方法によって分類することができる。
- syllabic rhyme - それぞれの語の最後の音節の響きが同じで、必ずしも母音でなくてもいい押韻。（cleav-er, sil-ver）
- 不完全韻（imperfect rhyme） - 強勢がある音節と、強勢がない音節の間の押韻。（wing, car-ing)
- semirhyme - ある語の余分な音節を伴う押韻。（bend, end-ing)
- oblique rhyme or slant rhyme - 響きが不完全に一致している押韻。（green, fiend）
- 類韻（assonance） - 母音が一致するもの。（shake, hate）
- 子音韻（consonance） - 子音が一致するもの。（her, dark）
- 半韻（half rhyme or sprung rhyme） - 最後の子音が一致するもの。（bent, ant）
- 頭韻（alliteration or head rhyme） - 頭の子音が一致するもの。（short, ship）

完全韻では、両方の語の最後の強勢のある母音以降の響きが同じであると述べた。もし、この同一がさらに前に延長されると、押韻はより完全になる。「超＝押韻」のような例は、母音だけでなく押韻された音節の始まりも同じ（gun, be-gun）ような同一韻（identical rhyme）である。「bare」と「bear」のような語呂合わせの押韻もまた同一韻である。もちろん押韻は最後の強勢のある母音よりさらに前に行っても構わない。もし詩行の先頭まで行ったら、2つの詩行の響きは同じになる（例、For I scream, For ice cream）。これはHolorimeと呼ばれる。
最後に視覚韻（eye rhyme or sight rhyme）というものがある。これは綴りは似ているが響きが違うもの、たとえばcoughとbough、あるいはloveとmoveのようなものである。これらは厳密な意味での押韻ではないが、昔は同じ響きだった。たとえば、18世紀初期にはseaとgreyが押韻されていた。しかし、現在ではそれらはよく言って「視覚韻」である。
これまでの分類は押韻の性質に基づいたものだったが、韻文のどの位置にあるかによっての押韻の分類もできる。
- 脚韻、語尾韻、終末韻（tail rhyme, end rhyme, rime couée） - 韻文の最後の音節（複数可）に置かれた押韻。最も一般的なもの。
- 中間韻（Internal rhyme） - 詩行の最後にある語が、詩行の中間にある語と押韻されているもの。

詩の中の押韻された行のパターンは、押韻構成（または押韻配列、押韻スキーム、rhyme scheme）と呼ばれる。なお、中間韻は詩の1行の中で起こる押韻である。

## 日本の音楽における押韻
日本語の詩歌では、押韻は一般的ではない。
近年の日本の音楽、特にヒップホップやレゲエで押韻が用いられている。ヒップホップでは通常ライミングと呼ぶ。
日本語のライミングでは「押韻 - 超人 - 方針 - 更新 - 送信」のように、二重韻、三重韻等の多重韻が普通である。